# Nantenina
Nantenine es un alcaloide encontrado en la planta Nandina domestica así como en las especies de Corydalis. Se trata de un antagonista tanto en el α1 del receptor adrenérgico y el 5-HT2A receptor, y bloquea tanto los efectos conductuales como los fisiológicos de la MDMA en animales.